# Isola del Cantone
Isola del Cantone (L'Isoa do Canton in ligure) è un comune italiano di 1 411 abitanti della città metropolitana di Genova in Liguria.

## Geografia fisica

### Territorio
Il territorio comunale, il più settentrionale della Liguria, è situato sull'Appennino ligure nell'alta valle Scrivia, alla confluenza del torrente Vobbia nello Scrivia. L'odierno abitato è inserito, racchiuso, tra l'autostrada A7, la strada statale 35 dei Giovi e la ferrovia Torino-Genova.
Tra le vette del territorio il Bric delle Camere (1018 m), il monte Lerta (997 m), il Bric Castellazzo (942 m), il monte Reale (902 m), il monte Cagnola (887 m), il Bric Monte di Fave (873 m), il monte Eremita (807 m), il monte Brignone (802 m), il monte Pagliaro (796 m), il Bric della Bordona (789 m), il monte Succhio (780 m), il monte Zuccaro (767 m), il monte Crovo (758 m), il Bric Grosso (748 m), la Rocca del Tagliele (663 m), il Bric Presica (646 m), il monte Lusci (645 m), il monte Magon (592 m).

## Storia

Monumento ai caduti

L'attuale territorio comunale deriva dall'unione dei due borghi di Isola e di Cantone. Insula è il nome antico latino e trae origine dalla posizione alla confluenza di due fiumi: lo Scrivia e il Vobbia. In tempi più recenti l'area di Campolungo, dove sorge la locale chiesa parrocchiale sulla sinistra dello Scrivia, ha assunto il nome di "Isola" mentre la rimanente è diventata Cantone.
L'abitato sorse intorno ad un monastero benedettino, fondato nel 1216 lungo l'antica via Postumia e dedicato a san Michele Arcangelo.
Appartenente a partire dal Medioevo ai marchesi di Gavi, fu terra di scontri tra la Repubblica di Genova e la diocesi di Tortona per il dominio sul territorio. Soltanto nel 1218 si avviò una trattativa tra le due fazioni politiche, dividendo in due parti il feudo: la sezione sinistra del torrente Scrivia fu attribuita alla repubblica genovese - ad eccezione del borgo di Serravalle Scrivia - mentre la parte destra del fiume a Tortona.
Nel 1235 divenne unico feudo della famiglia Malaspina e dal 1256 passò agli Spinola facendo parte, sino al 1797, dei Feudi imperiali dell'alta valle Scrivia, soppressi da Napoleone Bonaparte in seguito.
Nel 1797 con la nuova dominazione francese la municipalità rientrò dal 2 dicembre nel dipartimento dei Monti Liguri Occidentali, con capoluogo Rocchetta Ligure, all'interno della Repubblica Ligure. Dal 28 aprile del 1798 con i nuovi ordinamenti francesi, Isola del Cantone divenne capoluogo del VII cantone della giurisdizione dei Monti Liguri Occidentali e dal 1803 centro principale del VI cantone dei Monti Liguri Occidentali nella giurisdizione del Lemmo. Annesso al Primo Impero francese dal 13 giugno 1805 al 1814 venne inserito nel dipartimento di Genova.
Nel 1815 fu inglobato nel Regno di Sardegna, così come stabilì il congresso di Vienna del 1814, e successivamente nel Regno d'Italia dal 1861. Dal 1859 al 1926 il territorio fu compreso nel VIII mandamento di Ronco del circondario di Genova dell'allora provincia di Genova. Nel 1863 assunse l'odierna denominazione di Isola del Cantone.
Dal 1973 al 31 dicembre 2008 ha fatto parte della Comunità montana Alta Valle Scrivia e, con le nuove disposizioni della Legge Regionale nº 24 del 4 luglio 2008, ha fatto parte fino al 2011 della Comunità montana Valli Genovesi Scrivia e Polcevera.

### Simboli
Stemma
Gonfalone

I due corsi d'acqua rappresentati sono riferiti allo Scrivia e al Vobbia entrambi presenti nel territorio comunale; tra le raffigurazioni delle montagne vi è il monte Reale (902 m s.l.m.) La scritta in lingua latina Fluminibus detergor, montibus tutor può essere tradotta in "Sono lavato dai fiumi, protetto dai monti". 

## Monumenti e luoghi d'interesse

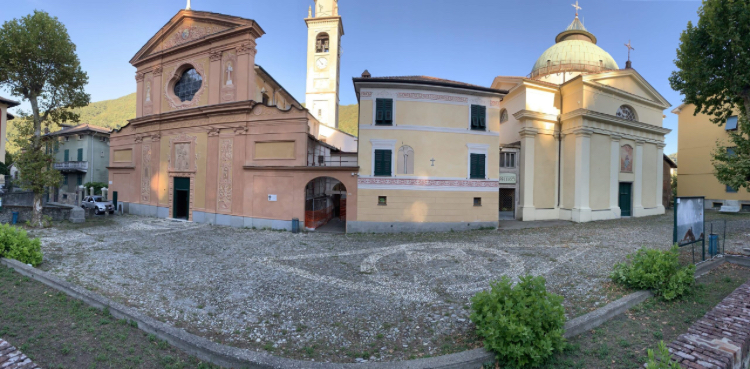
La chiesa parrocchiale di San Michele Arcangelo e, a destra, l'oratorio del Santissimo Sacramento.

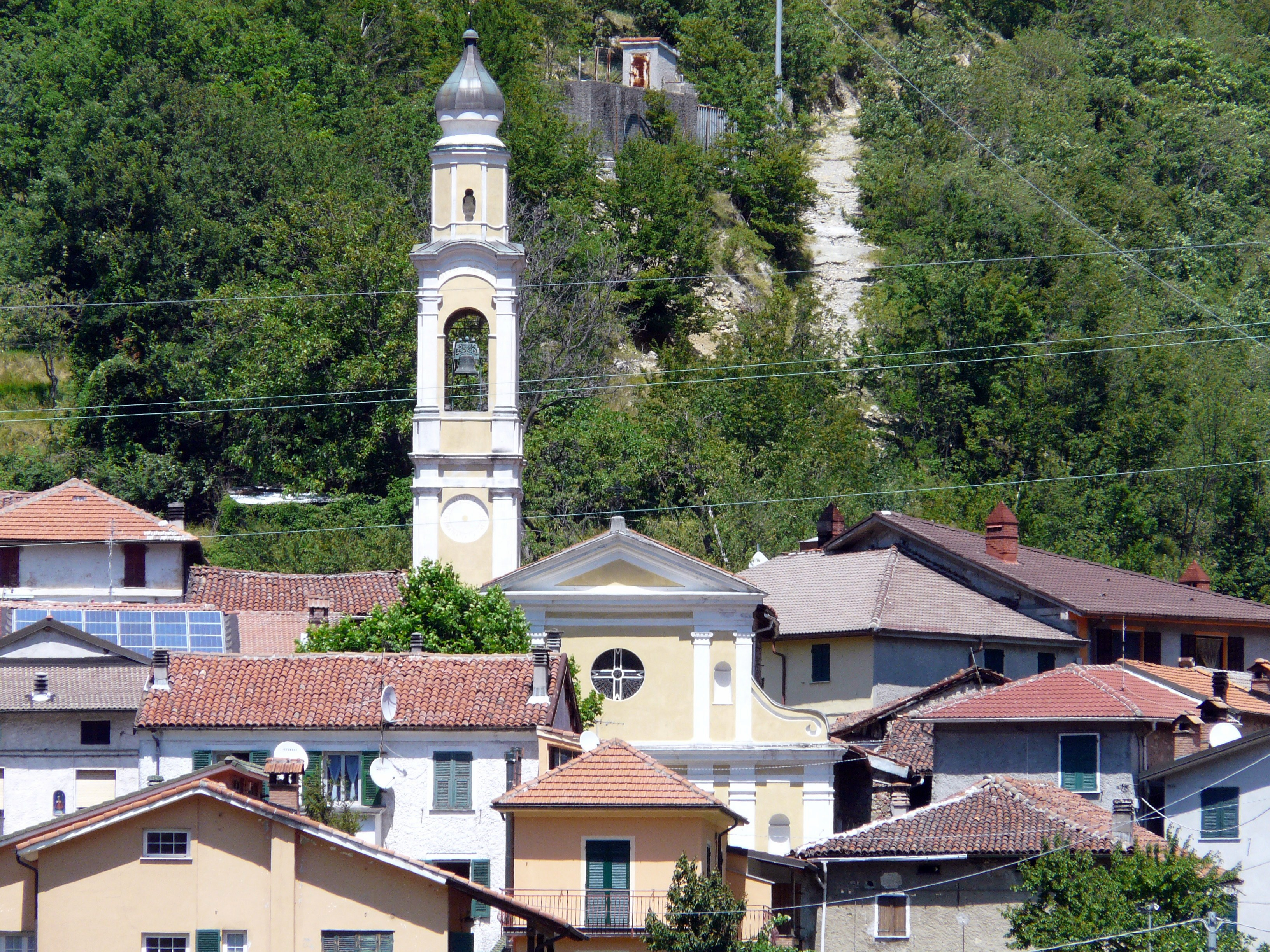
La frazione di Mereta con la locale parrocchiale di San Pietro

### Architetture religiose
- Chiesa parrocchiale di San Michele Arcangelo nel capoluogo di Isola del Cantone. Fondata dai monaci Benedettini tra il XII e il XIII secolo[8] e in seguito aggregata alla Sacra di San Michele dell'arcidiocesi di Torino. L'attuale costruzione è risalente al Seicento. La parrocchia, a differenza delle altre parrocchie comunali, fa parte dell'arcidiocesi di Genova.
- Oratorio del Santissimo Sacramento nel capoluogo di Isola del Cantone, a fianco della parrocchiale. La struttura, di architettura neoclassica, è a pianta greca.
- Cappella di San Bernardino nel capoluogo di Isola del Cantone, edificata nel 1711 dalla locale famiglia Rolli; nel 1864 venne donata alla parrocchia di San Michele Arcangelo.
- Chiesa parrocchiale di Santa Maria nella frazione di Borlasca, risalente alla metà del XVI secolo ma edificata su un sito religioso riconducibile al XII secolo.
- Oratorio di San Rocco nella frazione di Borlasca, edificata come la vicina parrocchiale alla metà del Cinquecento.
- Cappella di San Rocco nella frazione di Creverina, costruita nel corso del XVI secolo.
- Cappella privata della Madonna delle Grazie nella frazione di Creverina.
- Cappella di San Bernardo nella frazione di Griffoglieto, citata già nel 1650.
- Chiesa parrocchiale di San Michele Arcangelo nella frazione di Marmassana.
- Cappelletta della Madonna della Guardia nella frazione di Marmassana.
- Chiesetta della Madonna della Salute nella frazione di Marmassana, presso la località di Casissa.
- Chiesa parrocchiale di San Pietro nella frazione di Mereta, edificata nel corso del 1835.
- Chiesa di Nostra Signora della Neve nella frazione di Montecanne.
- Chiesa parrocchiale di Sant'Andrea[9] nella frazione di Montessoro.
- Santuario di Nostra Signora di Tuscia, già cappella di Santa Maria Bambina, nella località di Noceto. Risalente al XIX secolo, è ubicato lungo la strada tra Montessoro e Vobbietta.
- Chiesa parrocchiale di Santa Croce nella frazione di Pietrabissara. L'edificio venne edificato negli anni trenta del Novecento sui resti perimetrali di un preesistente oratorio; tra il 1955 e il 1958 un ulteriore ampliamento portò alla realizzazione della cantoria e ancora nel 1993 con il completamento delle decorazioni affrescate.
- Oratorio di San Fermo nella frazione di Pinceto, edificata alla metà del XVI secolo.
- Chiesa parrocchiale di San Michele Arcangelo nella frazione di Prarolo. Sul sito dell'odierna chiesa, edificata nel Cinquecento, già esisteva un oratorio; nella seconda metà dell'Ottocento l'edificio venne ingrandito.
- Chiesa di Nostra Signora della Salute nella località di Tosse, edificata negli anni venti del Novecento.
- Cappella di Sant'Antonio nella frazione di Vobbietta, edificata dalla popolazione nel 1680; è conosciuta anche con l'intitolazione a Nostra Signora della Guardia, titolo aggiunto nel 1873.

### Architetture militari

Il castello Spinola-Mignacco

Nel territorio sono presenti diversi castelli costruiti dalla famiglia Spinola, signori feudali locali. Secondo alcune testimonianze il castello Spinola di Cantone fu eretto nel XIV secolo e oggi è quasi completamente inglobato tra le costruzioni adiacenti.
Un secondo castello, il castello Spinola-Mignacco, fu edificato a pianta quadrata dal capitano Guglielmo II Spinola tra il 1553 e il 1562. Il maniero si trova in località Piano e ancora oggi l'edificio è proprietà della famiglia Mignacco.
Un'ulteriore costruzione difensiva fu costruita tra l'XI e il XII secolo nella frazione di Montessoro, Bric Castellazzo,; la costruzione del castello di Montessoro era costituita da due torri ancora oggi in parte visibili.

### Architetture civili
Nella frazione di Pietrabissara, sita sul versante sinistro dello Scrivia, è ubicato il palazzo Spinola che secondo alcune fonti storiche fu edificato nel 1648 per volere del marchese Luciano Spinola. L'aspetto dell'edificio, sorto come le altre abitazioni lungo l'allora mulattiera, richiama le caratteristiche forme del XVII secolo dei palazzi nobiliari genovesi. Il palazzo, lasciata la dimora del castello sulle alture, divenne la residenza nobiliare della famiglia Spinola. In seguito abbandonato è stato recentemente sottoposto ad un intervento di restauro riportando alla scoperta i caratteristici elementi architettonici, tra i quali un portale in arenaria quest'ultima tipica della frazione.

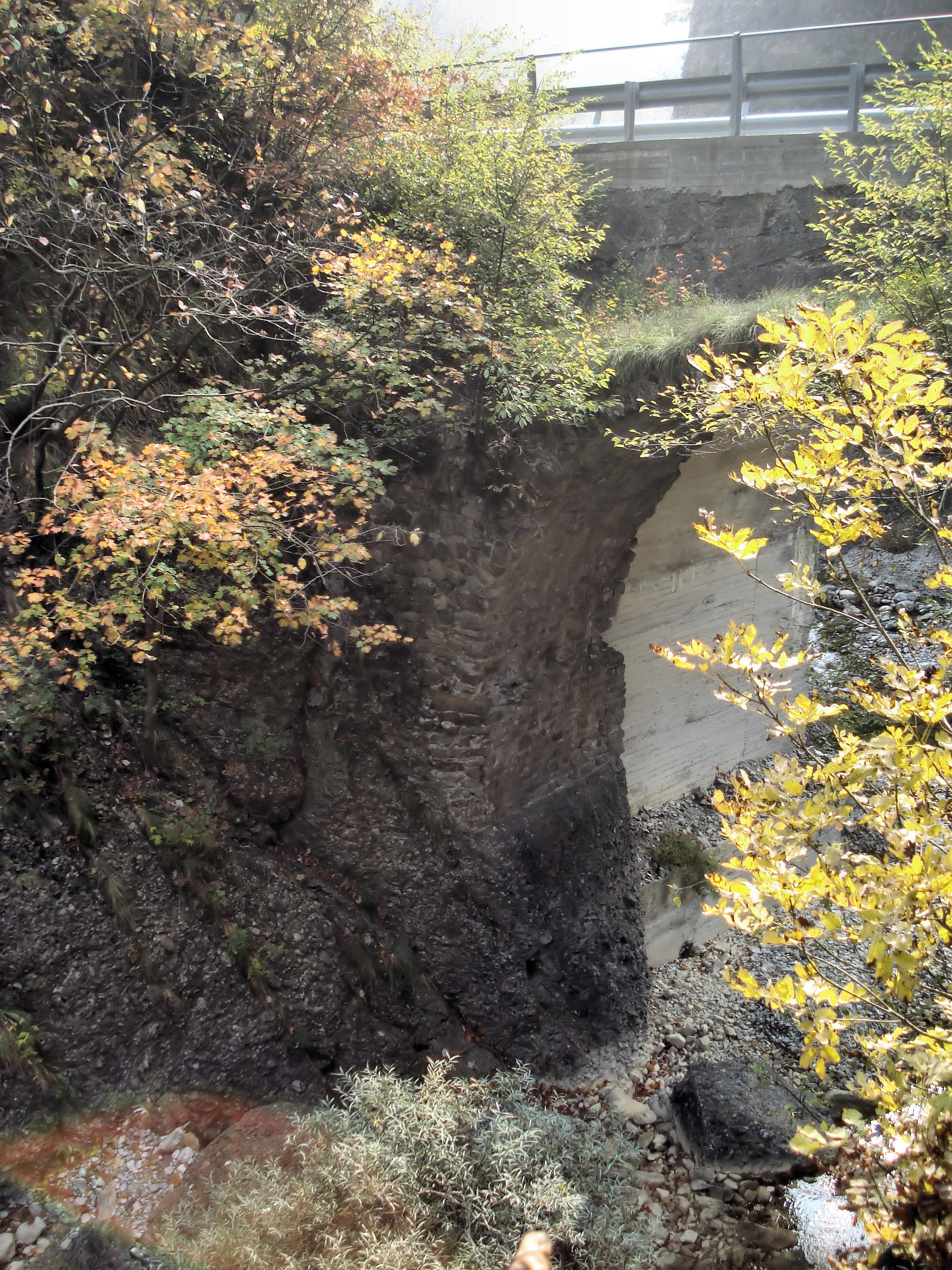
Il ponte di Zan

Lungo la strada provinciale 8, collegante i comuni di Isola del Cantone e Vobbia, poco prima di giungere nella frazione odierna di Vobbietta è presente un antico ponte detto "di Zan" che, secondo una leggenda locale, tale passaggio viario fu costruito dal diavolo in persona in cambio della prima anima che lo avesse attraversato. Gli unici dati storici, ben documentati rispetto ad una tradizione popolare, affermano che il ponte potrebbe essere stato costruito dal paesano Giovanni ("Zan") Malaspina, figlio di Opizzone della Pietra, quest'ultimo signore locale dell'omonimo castello a Vobbia. Dal ponte prendono corso due storici sentieri boschivi: il "Sentiero dei sette seccherecci" (locali in pietra per l'essiccazione delle castagne) e il "Sentiero dell'acqua pendente".

## Società

### Evoluzione demografica
Abitanti censiti

### Etnie e minoranze straniere

Il palazzo Spinola nella frazione di Pietrabissara

Secondo i dati Istat al 31 dicembre 2022, i cittadini stranieri residenti ad Isola del Cantone sono 147, così suddivisi per nazionalità, elencando per le presenze più significative:
1. Marocco, 62
2. Romania, 49

### Religione
Le otto comunità parrocchiali presenti, pur facendo parte dello stesso territorio comunale, sono divise in due distinte diocesi appartenenti alla stessa regione ecclesiastica Liguria. La parrocchia di San Michele Arcangelo di Isola del Cantone, originariamente sottoposta alla diocesi di Tortona, venne nel 1216 inserita nei territori dell'arcidiocesi di Genova (vicariato della Valle Scrivia).
Le restanti parrocchie di Sant'Andrea di Montessoro, Santa Croce di Pietrabissara, Santa Maria di Borlasca, San Michele di Marmassana, San Michele di Prarolo e San Pietro di Mereta sono tuttora inserite nella diocesi tortonese (vicariato di Arquata-Serravalle).

## Cultura

### Istruzione

#### Musei
Il 19 ottobre 2013 è stato inaugurato il museo archeologico dell'alta valle Scrivia, in cui sono custoditi reperti risalenti ad un arco temporale compreso tra la preistoria, il Neolitico, l'epoca medievale e feudale e i secoli immediatamente precedenti al XX secolo. Il materiale - ospitato in due piani del castello Spinola del Cantone - proviene quasi esclusivamente dal territorio della valle Scrivia. Il museo è stato altresì realizzato grazie alla collaborazione della Soprintendenza per i beni archeologici della Liguria e gli enti comunali di Isola del Cantone e Savignone.

## Geografia antropica

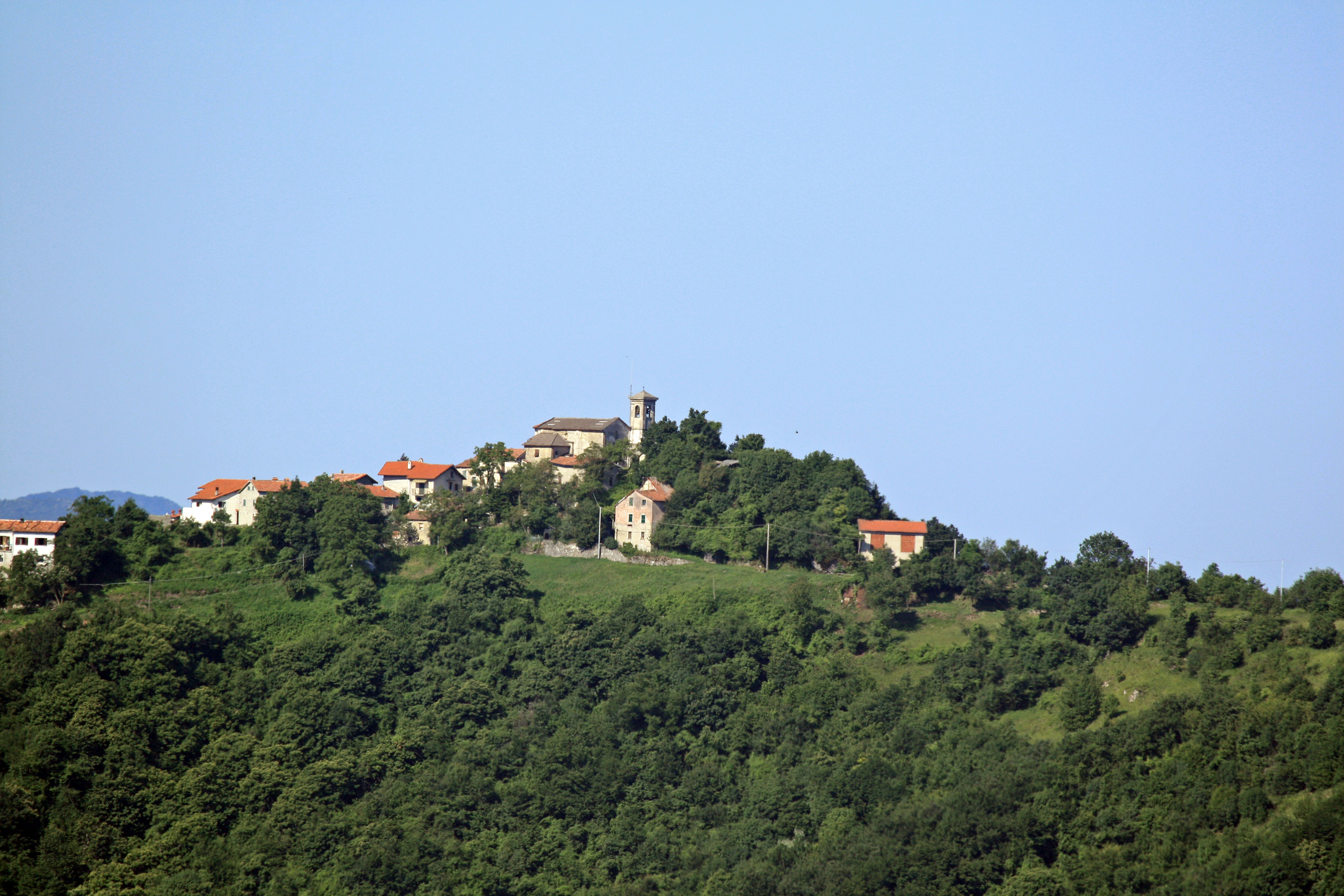
La frazione di Montecanne

Il territorio comunale è costituito, oltre il capoluogo, dalle dieci frazioni di Borlasca, Creverina, Griffoglieto, Marmassana, Mereta (il centro abitato più settentrionale della Liguria), Montecanne, Montessoro, Pietrabissara, Prarolo e Vobbietta per un totale di 47,97 km².
Confina a nord con i comuni di Arquata Scrivia (AL), Grondona (AL) e Roccaforte Ligure (AL), a sud con Ronco Scrivia e Busalla, a ovest con Arquata Scrivia, Gavi (AL) e Voltaggio (AL), ad est con Roccaforte Ligure, Mongiardino Ligure (AL) e Vobbia.

## Economia
L'economia comunale si basa soprattutto sull'attività agricola, industriale (settore elettrotecnica e metalmeccanico) e sul turismo. Specie in passato usuale era la produzione della calce e proprio nella frazione di Creverina è ancora oggi ben conservata nella struttura l'antica fornace in mattoni.

## Infrastrutture e trasporti

### Strade

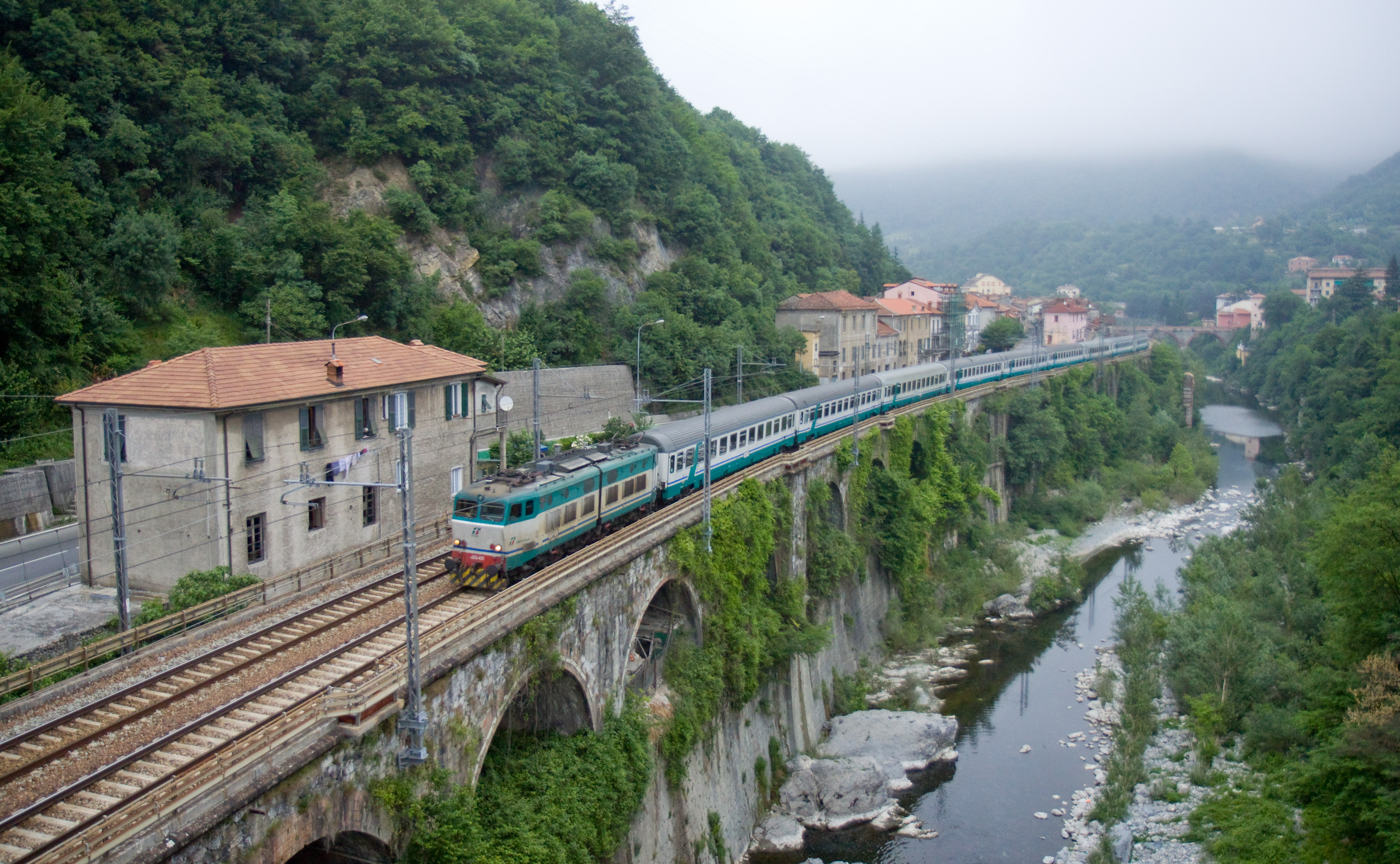
La linea Torino-Genova presso Isola del Cantone

Il centro di Isola del Cantone è attraversato principalmente dalla strada statale 35 dei Giovi che gli permette il collegamento stradale con Ronco Scrivia, a sud, e con Arquata Scrivia in provincia di Alessandria a nord ovest.
La strada provinciale 8 di Vobbia collega Isola del Cantone con l'omonimo comune, mentre la strada provinciale 46 di Montessoro permette il collegamento con l'omonima frazione isolese.
Inoltre è raggiungibile anche grazie al proprio casello autostradale sull'autostrada A7.

### Ferrovie
Isola del Cantone ha una piccola e locale stazione ferroviaria sulla linea Torino-Genova dove fermano i treni locali diretti a Arquata Scrivia e a Genova Brignole.

### Mobilità urbana
Dal comune di Busalla un servizio di trasporto pubblico locale gestito dall'AMT garantisce quotidiani collegamenti bus con Isola del Cantone e per le altre località del territorio comunale.

## Amministrazione
| Periodo        | Periodo        | Primo cittadino       | Partito                                                       | Carica  | Note   |
| -------------- | -------------- | --------------------- | ------------------------------------------------------------- | ------- | ------ |
| 17 luglio 1985 | 29 maggio 1990 | Alfredo Ghezzi        | DC                                                            | Sindaco |        |
| 20 giugno 1990 | 24 aprile 1995 | Alfredo Ghezzi        | DC                                                            | Sindaco |        |
| 24 aprile 1995 | 14 giugno 1999 | Alfredo Ghezzi        | PPI                                                           | Sindaco |        |
| 14 giugno 1999 | 14 giugno 2004 | Giulio Assale         | Idea insieme (lista civica di centro-sinistra)                | Sindaco |        |
| 24 giugno 2004 | 8 giugno 2009  | Giulio Assale         | Idea insieme (lista civica di centro-sinistra)                | Sindaco |        |
| 8 giugno 2009  | 26 maggio 2014 | Maria Cristina Parodi | Idea insieme (lista civica)                                   | Sindaco |        |
| 26 maggio 2014 | 27 maggio 2019 | Giulio Assale         | Isola viva (lista civica)                                     | Sindaco |        |
| 27 maggio 2019 | 10 giugno 2024 | Natale Gatto          | Impegno per Isola del Cantone (lista civica di centro-destra) | Sindaco | [ 16 ] |
| 10 giugno 2024 | in carica      | Gian-Luca Campora     | Per Isola insieme (lista civica)                              | Sindaco |        |

### Altre informazioni amministrative
Isola del Cantone fa parte dell'Unione dei comuni dello Scrivia.

## Sport
- A.S.D. Isolese, fondata nel 2014, militante nel campionato di Prima Categoria.